# Vakilabad-Gefängnis
Das Vakilabad-Gefängnis (persisch زندان وکیل‌آباد‎, offiziell Zentralgefängnis Maschhad, زندان مرکزی مشهد‎) ist ein überregionales Gefängnis in der nordostiranischen Stadt Maschhad. In zwei Trakten für Männer und Frauen werden oppositionelle Studenten, Unterstützer der Grünen Bewegung, Unterstützer der Volksmudschahedin, Baha’is, sufistische Derwische, Sunniten und
christliche Konvertiten vermutet. Im kleineren Frauentrakt sitzen Angehörige der Glaubensgemeinschaft der Baha’i ein.
Nach Berichten von Menschenrechtsgruppen ist es in der zweiten Hälfte des Jahres 2010 und 2011 im Vakilabad-Gefängnis zu einer größeren Zahl von Hinrichtungen von mutmaßlichen Rauschgifthändlern gekommen. Dabei sei weder das Rechtssystem der Islamischen Republik Iran beachtet worden, noch sei es zu fairen Prozessen gekommen. Weder die Verurteilten, noch ihre Rechtsanwälte, noch ihre Angehörigen seien vorab von den Hinrichtungen informiert worden. In Iran steht auf den Handel von mehr als 30 Gramm Rauschgift (Crystal Meth, Crack und Heroin) die Todesstrafe. Ahmad Ghabel, religiöser Lehrer und Dissident wurde im August 2011 zu einer 20-monatigen Gefängnisstrafe verurteilt, weil er über die Hinrichtungen berichtet hatte.

## Heimliche Hinrichtungen
Nach Angaben des Iranischen Menschenrechts-Dokumentationszentrums (ICHRI) fanden folgende heimliche Hinrichtungen statt:
- 7 Gefangene am 20. September 2011
- 7 Gefangene am 11. August 2011
- 18 Gefangene am 3. Juli 2011
- 12 Gefangene am 29. Juni 2011
- 26 Gefangene am 15. Juni 2011
- 4 Gefangene am  24. Mai 2011
- 12 Gefangene am 23. Mai 2011
- 10 Gefangene am 16. Mai 2011
- 12 Gefangene am 13. April 2011
- 10 Gefangene am  6. April 2011

## Belege
1. ↑  Übersetzungsdienst englishtogerman.de, 30. Dezember 2012: Die Situation der Baha’is im Frauentrakt für Gewissensgefangene im Gefängnis Vakilabad
2. 1 2 3  International Campaign for Human Rights in Iran, 4. Januar 2011: Javad Larijani’s Admission to Ineffective Death Penalties for Drug Traffickers
3. ↑  Übersetzerdienst Julias Blog, 22. Oktober 2011: Mindestens 14 Menschen im Gefängnis Vakilabad hingerichtet
4. ↑  united4iran.org, 24. November 2011: Secret, Unannounced, Group Executions Continue Inside Iranian Prisons: At Least 14 More Executed Inside Mashad’s Vakilabad Prison (Memento vom 29. Juni 2013 im Webarchiv archive.today)
5. ↑  Iranian dissident Ahmad Ghabel arrested. In: Radio Zamaneh. 2. August 2011, abgerufen am 5. Dezember 2011.
6. ↑  siehe auch International Campaign for Human Rights in Iran
7. ↑  Secret, Unannounced, Group Executions Continue Inside Iranian Prisons: At Least 14 More Executed Inside Mashad’s Vakilabad Prison. International Campaign for Human Rights in Iran, 23. Oktober 2011, abgerufen am 5. Dezember 2011.
8. ↑  http://www.iranhumanrights.org/wp-content/uploads/secretexecutionsjan2012-en.pdf